# Gertrudis de Polonia

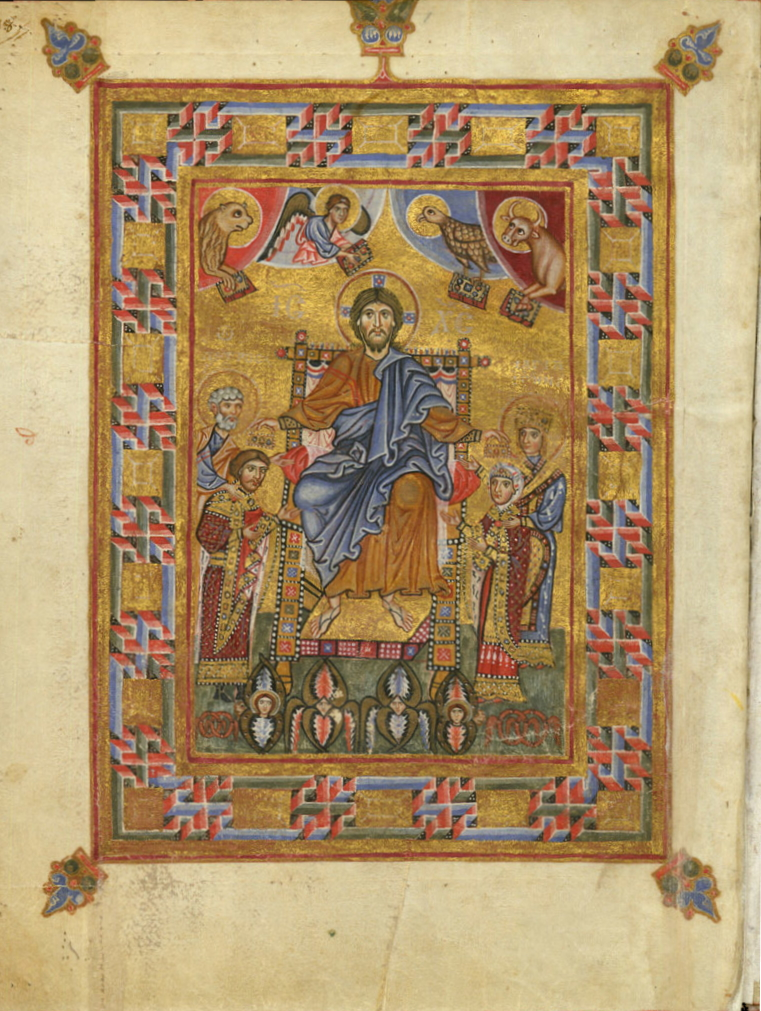
Cristo coronando a Gertrudis y Yaropolk, miniatura del Salterio de Tréveris.

Gertrudis (1025-4 de enero de 1108) fue una princesa de Polonia, hija del rey Miecislao II y Rycheza Lotaryńska.
En 1043 se casó con Iziaslav I de Kiev, con quien tuvo tres hijos: Yaropolk, Mstislav y Sviatopolk.
Gertrudis era la poseedora de un manuscrito iluminado medieval, conocido como Salterio Egberto o Salterio Tréveris, el cual fue creado en el siglo X por el arzobispo Egberto de Tréveris. Gertrudis incluyó su libro de oraciones como parte del manuscrito. En él, reza seis veces por su hijo Yaropolk, refiriéndose a él como unicus filius meus ("mi único hijo" o "mi hijo favorito").